# La caravana del manuscrito andalusí
 (octobre 2012).
Pour plus de détails, voir Fiche technique et Distribution.
La caravana del manuscrito andalusí est un film espagnol réalisé en 2007.

## Synopsis
Du VIIIe au XVe siècle, à l’époque de l’Espagne musulmane, une grande quantité de textes scientifiques furent produits. Quand les musulmans quittèrent l’Espagne ils emportèrent de nombreux manuscrits. Aujourd’hui, nous pouvons les retrouver disséminés dans des bibliothèques de particuliers, au long de la Route des Caravanes, au Maroc, en Mauritanie et au Mali. De Tolède à Tombouctou, ce documentaire suit leurs traces. Le protagoniste, Ismael Diadié Haidara, propriétaire de la bibliothèque Al Andalus de Tombouctou, a passé des années à essayer de récupérer les manuscrits familiaux et, avec eux, son passé Al Andalous.

## Fiche technique
- Réalisation : Lidia Peralta García (en)
- Production : CEDECOM S.L.
- Scénario : Lidia Peralta García
- Image : Michael Krücken
- Son : Carlos del Castillo
- Musique : Kristian Hernández, Yengo-Le
- Montage : Lidia Peralta García, David Moya